# Sinopodophyllum hexandrum
Sinopodophyllum hexandrum là một loài thực vật có hoa trong họ Hoàng mộc. Loài này được (Royle) T.S. Ying miêu tả khoa học đầu tiên năm 1985.

## Hình ảnh

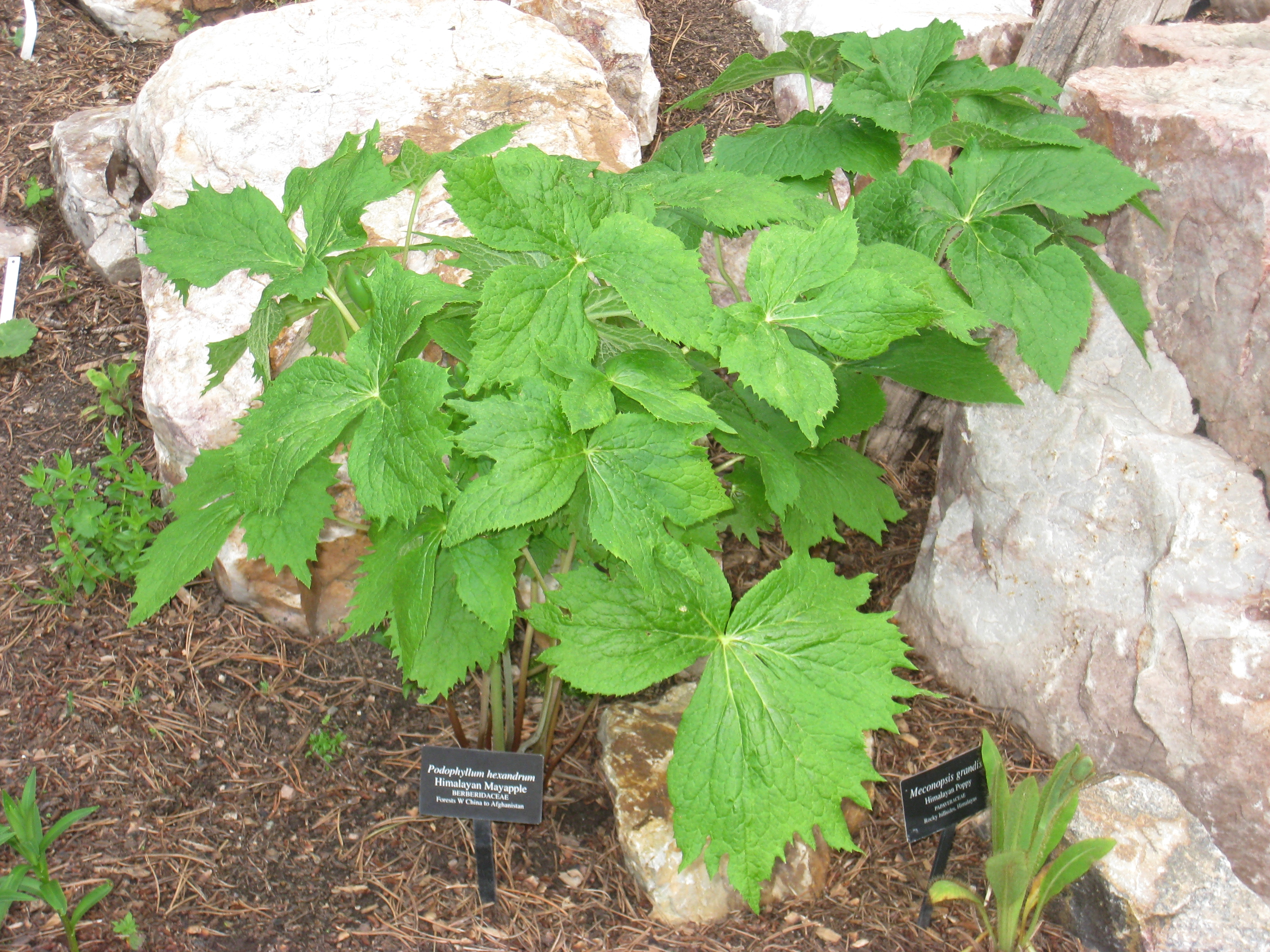
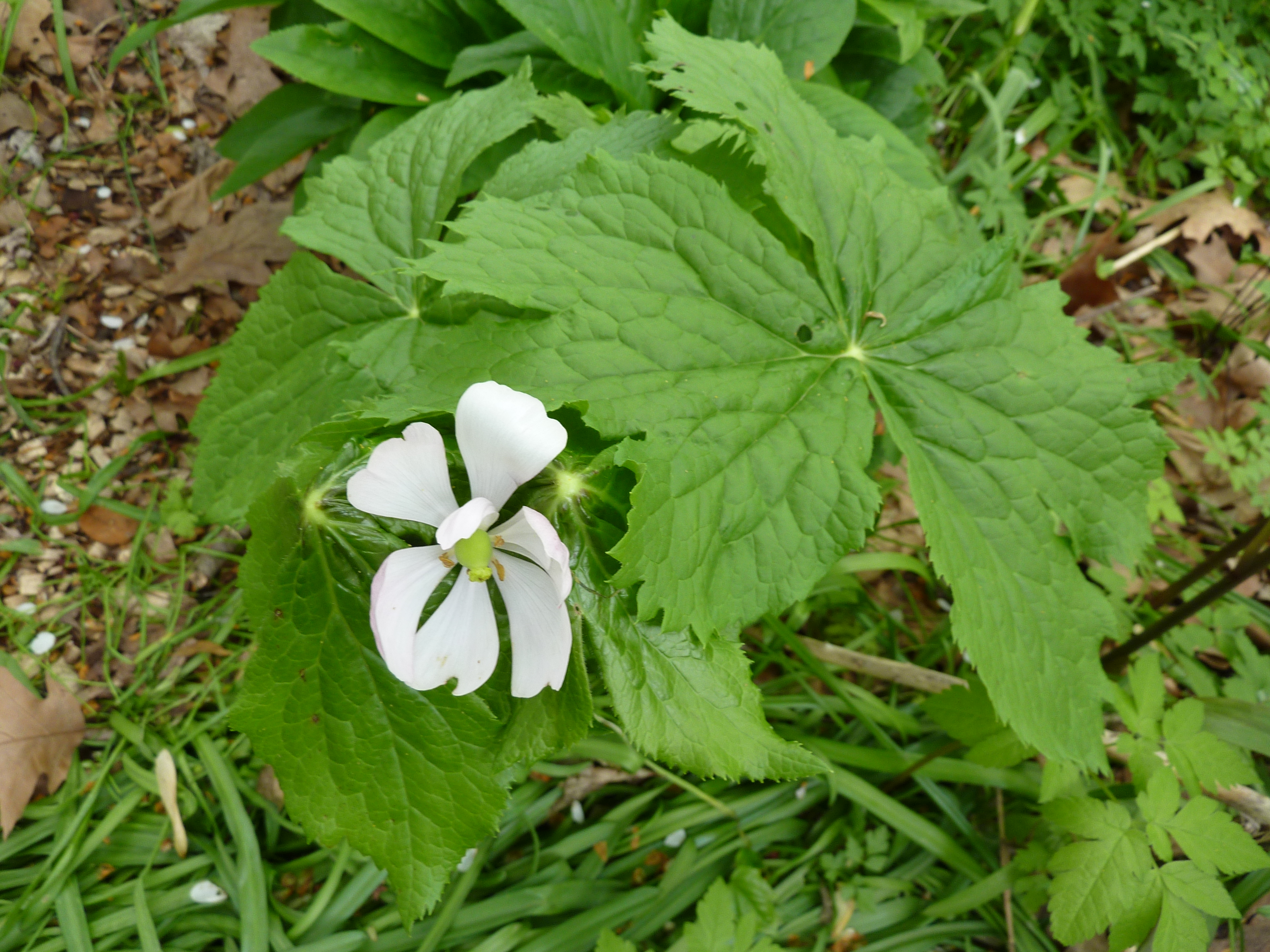
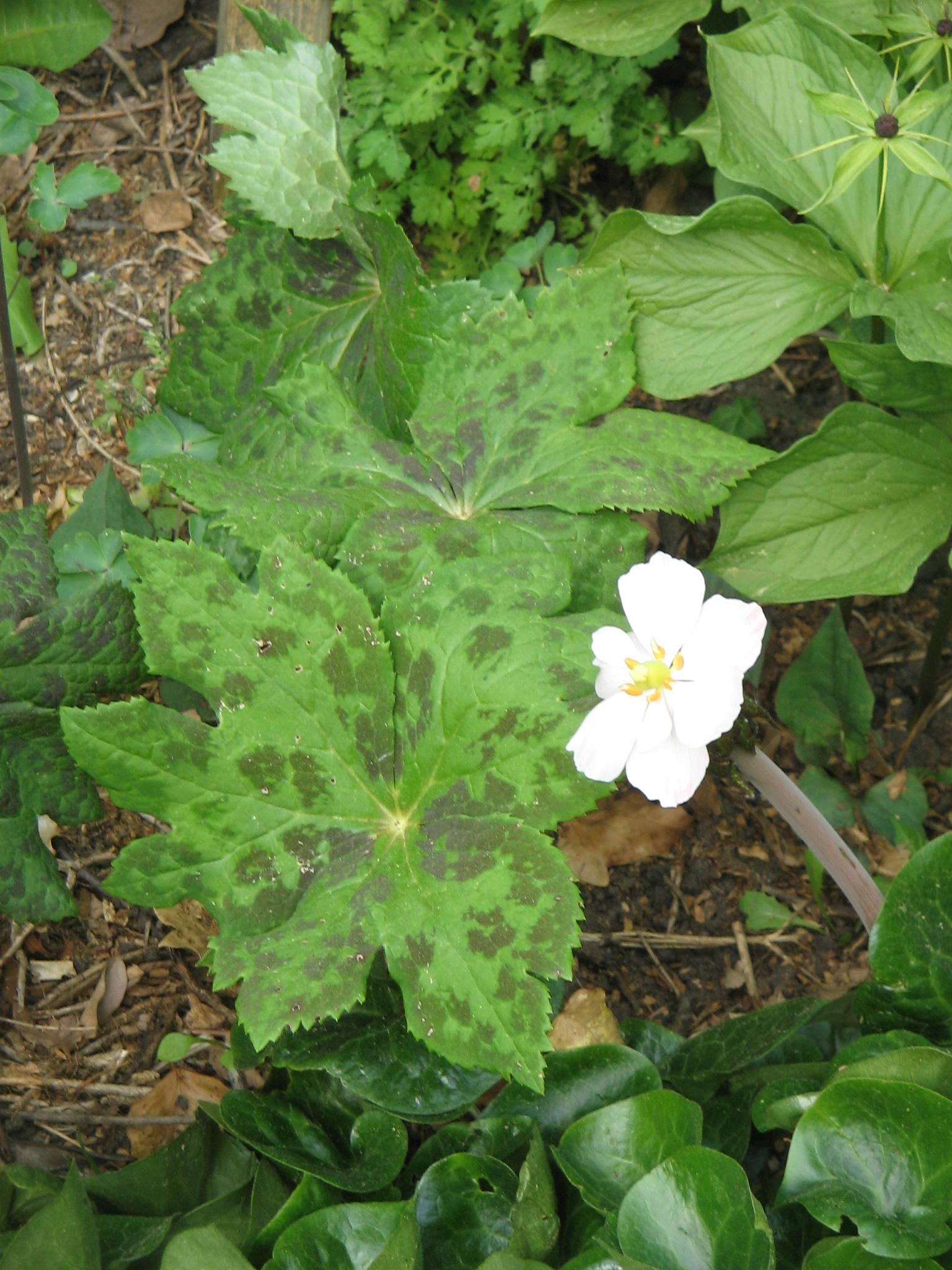
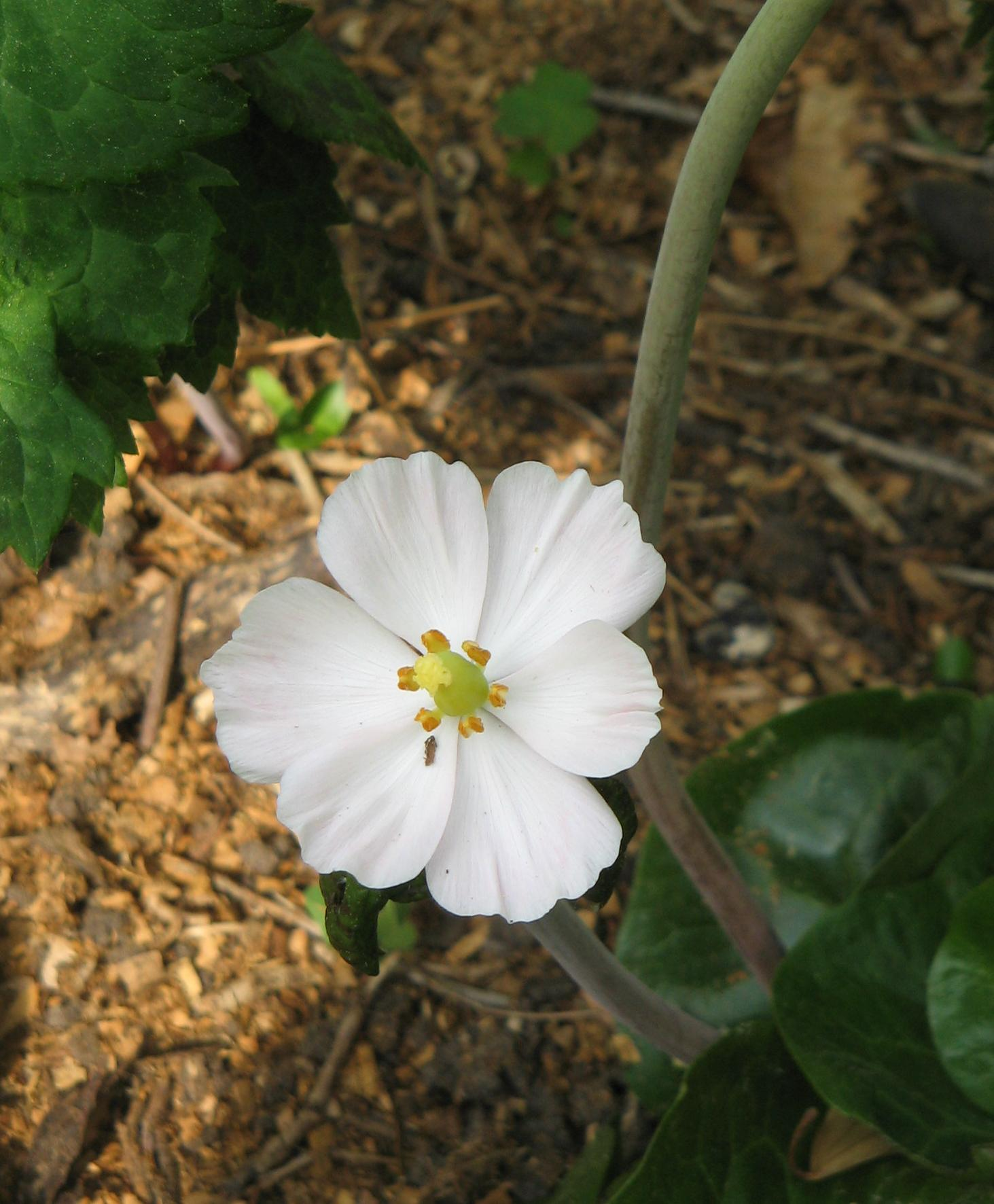